# ウジェーヌ・ボバン

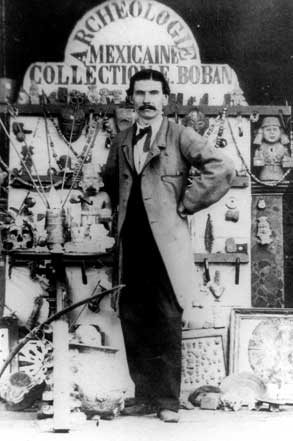
自分が扱う商品群の前に立つウジェーヌ・ボバン。

ウジェーヌ・ボバン（Eugène Boban、1834年 - 1908年）とは、フランスの古物商。日本では英語経由で紹介されることが多いので英語風に「ユージン・ボバン」と表記されることが多い。
ボバンは19世紀後半に、南米に興味があるコレクターや博物館 等を相手に、主として南米の古物を売っていた業者である。当時はヨーロッパで南米の古物について一種のブームのようなものが起きていたのだが、特に1860年から1890年ころにかけてはこの分野の主たる業者として活躍していた。
ただし本物の考古学品を扱うのと並行して、偽物を作って本物に混ぜて売るなどという不誠実なこともしていたらしい。

## 経歴
あまり詳しいことは知られておらず、謎も多い人物。
メキシコで古物を扱う店を構えていた過去があり、1870年ごろにはパリのrue du Sommerard　ソメラール通りに、1882年boulevard Saint-Michel サンミッシェル大通りに店を構えた。1884年～1885年にはメキシコに戻り店を開き、1886年にはメキシコを離れた。Museo Nacional de Antropologíaに偽物を売ったことがバレてメキシコを離れなければならなくなったらしい。短期間ニューヨークに行ったあと1887年にパリにもどりMontrouge モンルージュで店を開いた。
なお自分の店で商売を行うのと並行して、アメリカ（大陸）の研究者（南米・北米の研究者）の会議に参加したり（1875年ナンシー、1883年コペンハーゲン）、パリでの国際博覧会（1867年、1878年、1889年）にも参加した。民族誌学会（1869年以降）、人類学学会 等の会員にもなった。
ただし、ボバンは考古学者や探検家というわけではない。売っていた品々は、自分自身で遺跡などで考古学品を発見し手に入れていたというわけではなく、あくまで人づてで手に入れていたらしい。

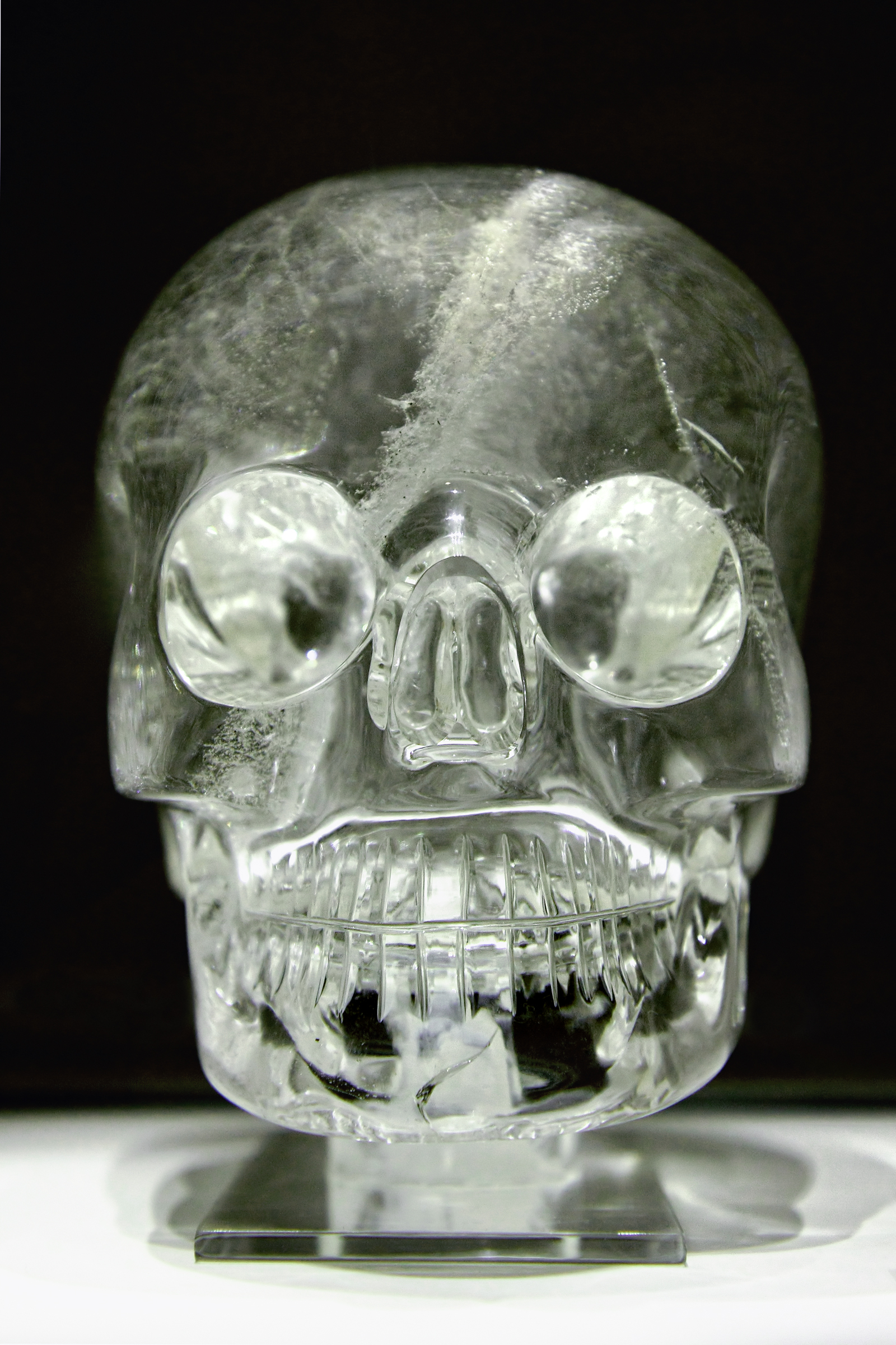
もともとボバンが売ったとされるクリスタルスカル（大英博物館に展示されている品）

なおボバンはクリスタルスカルが本物なのか偽物なのかが問題になる文脈で、そうした品の昔の売買記録を追跡するなかで言及されることが多い。
大英博物館に展示されているクリスタルスカルはもともとボバンが売ったものであり、同博物館が同品の調査の結果を口外することを職員に禁じているのでどうやら偽物だと判断され、ボバンがその偽造の仕掛け人だろうと見なされていることが多い。